# Microcarpaea
Microcarpaea – rodzaj roślin z rodziny Phrymaceae. Obejmuje dwa gatunki. M. agonis rośnie w Queensland w Australii, a M. minima w południowo-wschodniej Azji od Indii, poprzez Półwysep Indochiński i Chiny, po Półwysep Koreański i Japonię.

## Morfologia
PokrójDrobne rośliny roczne o pędach nagich i płożących, korzeniących się w węzłach, słabo czterokanciastych.
LiścieŁodygowe, naprzeciwległe, siedzące, o blaszce wąskopodługowatej i całobrzegiej.
KwiatySiedzące. Kielich zrosłodziałkowy, rurkowato-dzwonkowaty z 5 żebrami i 5 trójkątnymi łatkami na wierzchołku. Korona kwiatu zrosłopłatkowa, rurkowata, ale o krótkiej rurce, dwuwargowa, różowa. Pręciki są dwa, schowane w rurce korony. Zalążnia górna, jajowata do kulistej.
OwoceTorebki zawierające wiele nasion. Łupina nasienna delikatnie siateczkowata.

## Systematyka
Wykaz gatunków
- Microcarpaea agonis A.R.Bean
- Microcarpaea minima (Retz.) Merr.